# Uranotaenia coatzacoalcos
Uranotaenia coatzacoalcos är en tvåvingeart som beskrevs av Dyar och Frederick Knab 1906. Uranotaenia coatzacoalcos ingår i släktet Uranotaenia och familjen stickmyggor. Inga underarter finns listade i Catalogue of Life.